# 苏鹗
蘇鹗（?—?），字德祥。唐京兆武功（今陝西武功西北）人。
僅知為僖宗光啓年間進士，其餘失考。著有《杜陽雜編》三卷。另有《蘇氏演義》十卷，已佚。